# 曹太伯
曹太伯（？—？），即姬脾，為春秋諸侯國曹國君主之一，是曹國第二任君主。他為曹叔振鐸兒子，承襲曹叔振鐸擔任該國君主。